# Дарам (Орегон)
Дарам (енгл. Durham) град је у америчкој савезној држави Орегон.

## Демографија
По попису из 2010. године број становника је 1.351, што је 31 (-2,2%) становника мање него 2000. године.
| Група             | 2000.         | 2010.         |
| Белци             | 1.186 (85,8%) | 1.063 (78,7%) |
| Афроамериканци    | 11 (0,8%)     | 23 (1,7%)     |
| Азијати           | 23 (1,7%)     | 18 (1,3%)     |
| Хиспаноамериканци | 108 (7,8%)    | 186 (13,8%)   |
| Укупно            | 1.382         | 1.351         |